# Droite libérale républicaine
 (décembre 2022).
Si vous disposez d'ouvrages ou d'articles de référence ou si vous connaissez des sites web de qualité traitant du thème abordé ici, merci de compléter l'article en donnant les références utiles à sa vérifiabilité et en les liant à la section « Notes et références ».
Le Parti républicain progressiste (PRP ; en espagnol : Partido Republicano Progresista), appelé à l'origine Droite libérale républicaine (DLR ; en espagnol : Derecha Liberal Republicana) est un parti politique espagnol dirigé par Niceto Alcalá-Zamora qui existait sous la Seconde République espagnole.

## Historique
En 1930, Niceto Alcalá-Zamora, ancien ministre sous Alphonse XIII, quitte avec d'autres militants le Parti libéral pour fonder une nouvelle formation libérale conservatrice et républicaine. Le nouveau parti est rejoint immédiatement par Miguel Maura et ses partisans qui s’apprêtaient à monter leur propre mouvement politique. Peu après la signature du pacte de Saint-Sébastien et la proclamation de la République[Laquelle ?], Alcalá Zamora est élu président du gouvernement provisoire de la République espagnole. DLR participe aux élections aux Cortes constituantes de 1931 au sein des listes de la Conjonction républicano-socialiste, obtenant 25 sièges.
En janvier 1932, le parti connut une crise majeure lorsque son aile droite, orchestrée par Miguel Maura, fit scission du PRP, en amenant treize députés au nouveau Parti républicain conservateur (PRC), dirigé par Maura lui-même.
Par la suite, le PRP a eu un rôle limité pendant le reste de la Seconde République et disparut au début de la guerre civile[Laquelle ?].  